# Мейнард, Джеймс
Джеймс Ме́йнард (англ. James Maynard; род. 10 июня 1987 в Челмсфорд Великобритания) — английский математик, наиболее известен своей работой над интервалами между простыми числами.

## Биография и научная деятельность
Родился в Челмсфорде, Англия.
Окончил бакалавриат и магистратуру Кембриджского университета. Роджер Хит-Браун был его научным руководителем в Оксфордском университете. В 2013—2014 годах докторант в Монреальском университете.
В ноябре 2013 г. предложил доказательство теоремы Чжана Итана, в которой говорится о существовании ограничения промежутков между простыми числами, показав, что для любого {\displaystyle m} существует бесконечно много ограниченных интервалов, содержащих {\displaystyle m} простых чисел. Его работа вызвала прогресс в гипотезе Харди-Литтлвуда, которая утверждает, что положительная часть допустимых {\displaystyle m}-ок удовлетворяет предположению о простых {\displaystyle m}-ках. Подход Мейнарда дал верхнюю границу (здесь {\displaystyle p_{n}} — n-ое простое число):
{\displaystyle \liminf _{n\to \infty }\left(p_{n+1}-p_{n}\right)\leq 600,}.
Это улучшило предыдущие оценки, разработанные в проекте Polymath8. Другими словами, он показал, что существует бесконечно много пар простых чисел, отличающихся не более, чем на 600. Для этого было создано Polymath 8b, Мейнард со своим коллегами смогли уменьшить число до 252.
14 февраля 2014 года после объявления Чжана в вики-проект Polymath {\displaystyle N} число сократили до 246. Далее, используя гипотезу Эллиотта — Халберстама с её обобщённой формулой, Polymath утверждает символ {\displaystyle N} и уменьшает числа 12 и 6 соответственно.
В августе 2014 года решил задачу Эрдёша, связанную с большими пробелами между штрихами, за что получил денежную премию в размере 10 тысяч долларов США.
В 2014 году награждён математической премией SASTRA Ramanujan Prize.
В 2016 году показал, что для любой цифры от 0 до 9 существует бесконечно много простых чисел, в десятичной записи которых эта цифра не встречается.
В 2019 году совместно с Димитрисом Кукулопулосом доказал гипотезу Даффина-Шеффера.
В 2020 году совместно с Томасом Блум улучшил верхнюю границу квадратно — разностного множества (подмножество натуральных чисел, разность каких-либо двух элементов которого не равна полному квадрату) для целых чисел от 0 до {\displaystyle n}:
{\displaystyle {\displaystyle O}{\Biggl (}{\displaystyle {\frac {n}{(\lg n)^{C\lg \lg \lg n}}}}{\Biggr )}}
где {\displaystyle {\displaystyle O}} — «O» большое и {\displaystyle C>0} — некоторая константа.
В 2022 году стал лауреатом Филдсовской премии за «вклад в аналитическую теорию чисел, который привёл к значительным достижениям в понимании структуры простых чисел и в диофантовом приближении».
В 2023 году избран членом Королевского общества.

## Награды
- Премия SASTRA Ramanujan (2014).
- Премия Уайтхеда (2015).
- Премия Европейского математического общества (2016).
- Филдсовская премия (2022)[18]